# Nectonema svensksundi
Nectonema svensksundi is een soort in de taxonomische indeling van de paardenhaarwormen. 
De diersoort komt uit het geslacht Nectonema en behoort tot de familie Nectonematidae. Nectonema svensksundi werd in 1908 beschreven door Bock.